# 土谷享
土谷 享（つちや さとる、1937年 - ）は北海道の政治活動家。

## 経歴
日本大学法学部卒。友愛青年連盟役員、道都大学助教授（北海道紋別市）、新自由クラブ北海道連合代表を歴任。衆議院議員総選挙や広島町（現北広島市）長選挙に出馬するがいずれも落選。
その後、学校法人つしま記念学園（現・日本医療大学）本部勤務や、山崎摩耶北海道後援会会長、札幌大学後援会副会長、札幌大学指定寮・ドミトリー友愛寮長を務める。

## 選挙
- 1979年10月　第34回衆議院議員総選挙北海道1区に新自由クラブ公認で出馬、落選
- 1980年6月　第35回衆議院議員総選挙北海道1区に新自由クラブ公認で出馬、落選
- 1989年7月　北海道広島町長選挙に出馬、第3位で落選[1]